# デジタリズム
デジタリズム (Digitalism) は、イェンス・モエル（Jens Moelle）とイスメイル・トゥフェッチ（İsmail Tüfekçi）の2人で構成されるドイツ・ハンブルク出身のエレクトロニック・ミュージック・デュオ。2004年結成。

## 略歴
2004年にモエルとトゥエフェッキの2人で結成。
2005年にキツネ・ミュージックよりシングル『アイディアリスティック』を発売。
2007年にアルバム『デジタル主義』を発売。同作はアメリカのビルボード誌が発表したTop Dance/Electronic Albumsチャートで最高位6位を獲得した。

## ディスコグラフィ

### スタジオ・アルバム
- 『デジタル主義』 - Idealism (2007年)
- 『アイ・ラヴ・ユー・デュード』 - I Love You Dude (2011年)
- 『ミラージュ』 - Mirage (2016年)
- JPEG (2019年)

### コンピレーション・アルバム
- 『キツネ・タブロイド・ミックスド・バイ・デジタリズム』 - Kitsuné Tabloid (Compiled & Mixed by Digitalism) (2008年)
- Hands on Idealism (2008年)
- 『DJ キックス』 - DJ-Kicks (2012年)